# Candle in the Wind 1997
"Candle in the Wind 1997" er en sang af Bernie Taupin og Elton John, som en genskrevet og genindspillet udgave af deres sang "Candle in the Wind" fra 1974. Den blev udgivet den 13. september 1997 som en hyldestsingle til den afdøde Prinsesse Diana, hvor de globale indtægter fra sangen gik til Dianas velgørenhedsfonde. I mange lande blev den udsendt som en dobbelt A-side med "Something About the Way You Look Tonight". Teksten blev skrevet af Bernie Taupin og sangen blev produceret af Sir George Martin.
Ifølge Guinness Rekordbog er "Candle in the Wind 1997" den næstmest sælgende single nogensinde (efter Bing Crosbys "White Christmas" fra 1942), og den bedst sælgende single, siden hitlisten begyndte i 1950'erne.
Efter udgivelsen blev "Candle in the Wind 1997" nummer ét på UK Singles Chart som Eltons fjerde single der nåede førstepladsen, og det blev den bedst sælgende single i denne hitlistes historie.  I oktober blev det Eltons niende nummer-ét hit i USA, hvor den toppede Billboard Hot 100 i 14 uger, og den bedst sælgende single i Billboards historie, og det blev den første single, der blev certificeret diamant i USA. Sangen toppede den tyske singlehitliste i syv uger og den australske ARIA Charts i seks uger, og den nåede nummer ét i Japan, Canada, Frankrig og flere andre musikhitlister i verden.
1997-versionen af sangen vandt en Grammy Award for bedste mandlige vokalpræstation 40th Grammy Awards ceremonien i 1998. Den blev indspillet i Townhouse Studios i West London. Ved 1998 Brit Awards blev sangen nomineret til Brit Award for Bedste Britiske Single. Teksten på den tidligere version af "Candle in the Wind", der også blev skrevet af Taupin, var en hyldest til Marilyn Monroe. De første linjer i den oprindelige version "Goodbye Norma Jeane, though I never knew you at all," blev ændret til "Goodbye England's rose, may you ever grow in our hearts." De fleste af teksterne blev ændret for at passe bedre til omstændighederne ved Dianas liv og død.

## Hitlister
| Hitliste (1997–98)                               | Højeste placering |
| ------------------------------------------------ | ----------------- |
| Australien (ARIA)                                | 1                 |
| Østrig (Ö3 Austria Top 40)                       | 1                 |
| Belgien (Ultratop 50 Flanderen)                  | 1                 |
| Belgien (Ultratop 50 Vallonien)                  | 1                 |
| Canada (Canadian Singles Chart)                  | 1                 |
| Canada Top Singles (RPM)                         | 14                |
| Denmark (Hitlisten)                              | 1                 |
| Finland (Suomen virallinen lista)                | 1                 |
| Frankrig (SNEP)                                  | 1                 |
| Tyskland (Official German Charts)                | 1                 |
| Irland (IRMA)                                    | 1                 |
| Italien (FIMI)                                   | 1                 |
| Japan (Oricon)                                   | 1                 |
| Holland (Dutch Top 40)                           | 1                 |
| Holland (Single Top 100)                         | 1                 |
| New Zealand (RIANZ)                              | 1                 |
| Norge (VG-lista)                                 | 1                 |
| Spain (PROMUSICAE)                               | 1                 |
| Sverige (Sverigetopplistan)                      | 1                 |
| Schweiz (Schweizer Hitparade)                    | 1                 |
| Storbritannien Singles (Official Charts Company) | 1                 |
| USA Billboard Hot 100                            | 1                 |
| USA Adult Contemporary (Billboard)               | 1                 |
| USA Adult Top 40 (Billboard)                     | 12                |
| USA Mainstream Top 40 (Billboard)                | 32                |

| Hitliste (1997)                      | Placering |
| ------------------------------------ | --------- |
| Australia (ARIA)                     | 1         |
| Austria (Ö3 Austria Top 40)          | 18        |
| Belgium (Ultratop 50 Flanders)       | 1         |
| Belgium (Ultratop 50 Wallonia)       | 1         |
| Canada Top Singles (RPM)             | 96        |
| Finland (Suomen virallinen lista)    | 12        |
| Germany (Official German Charts)     | 3         |
| Italy (FIMI)                         | 5         |
| Netherlands (Single Top 100)         | 1         |
| New Zealand (Recorded Music NZ)      | 1         |
| Norway (VG-lista)                    | 5         |
| Switzerland (Schweizer Hitparade)    | 30        |
| UK Singles (Official Charts Company) | 1         |
| US Billboard Hot 100                 | 1         |

| Hitliste (1998)                      | Placering |
| ------------------------------------ | --------- |
| Austria (Ö3 Austria Top 40)          | 42        |
| Finland (Suomen virallinen lista)    | 95        |
| Germany (Official German Charts)     | 91        |
| Norway (VG-lista)                    | 74        |
| Switzerland (Schweizer Hitparade)    | 57        |
| UK Singles (Official Charts Company) | 183       |
| US Billboard Hot 100                 | 8         |